# زمانه پرپیچ و تاب است
زمانه پرپیچ و تاب است (به هندی: Kudiyon Ka Hai Zamana) یا این یک دنیای زنانه است فیلمی محصول سال ۲۰۱۶ و به کارگردانی آمار بوتالا است. در این فیلم بازیگرانی همچون ریکا، ماهیما چودری، واسوندارا داس، کیم شارما و آشمیت پاتل ایفای نقش کرده‌اند.